# Mazuca
 (septembre 2019).
Mazuca était un chef berbère des Isaflenses, actif au milieu du IVe siècle.

## Biographie
Mazuca est fils du roi Nubel, demi-frère de Zammac et frère de Gildon, Mascezel, Ciarie, Dius et de l'usurpateur[pourquoi ?] Firmus (vers 372–375). Il tente de réclamer le trône de Valentinian I (vers 364–375). Au début de la révolte de Firmus en 372, Mazuca soutint Firmus mais est blessé lors d'un affrontement avec les Romains et est capturé. Envoyé dans le camp du maître des soldats[Quoi ?] Théodose l'Ancien, il est décapité, et sa tête exposée aux habitants de Césarée.